# Jan Spier

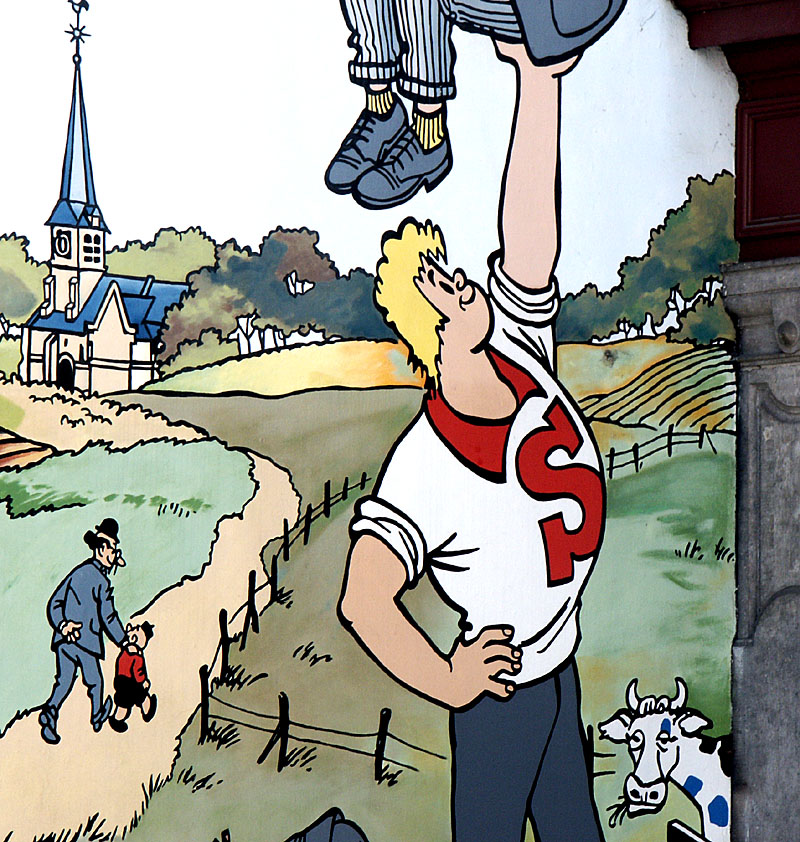
Stripmuur in Brussel.

Jan Spier is een stripfiguur in de Vlaamse reeks De avonturen van Nero & Co, getekend door Marc Sleen. Jan Spier is een uitbater van een typisch Belgisch frietkot en hij is (zoals zijn naam al impliceert) erg sterk. Jan is een vriend van Nero, de hoofdfiguur van de strip.

## Personage
Jan Spier is de laatste afstammeling van de Belgische verzetsheld Jan Breydel, die overigens echt bestaan heeft. Spier staat in de strip in de eerste plaats bekend om zijn kracht. Hij kan met één hand een olifant optillen, wat hij onder andere laat zien in de albums De Hoed van Geeraard de Duivel (1950) en De Muurloper (1995)). In De Zwarte Voeten (1950) niest hij het gemeentehuis van Veurne omver. In "De Blauwe Blommebloem" (1973) jongleert hij met aardappelzakken van 50 kg. Met zijn kracht komt hij in verschillende verhalen Nero te hulp. Daarnaast is Jan samen met zijn vrouw een trotse eigenaar van een frietkot op een plein in de buurt van Nero's huis.
In tegenstelling tot veel krachtpatsers in andere strips, zoals Jerom bij Suske & Wiske, is Jan slim en verstandig. Hij is dapper, maar niet onkwetsbaar. In "Het Jaar van Ricardo" (1986) wordt hij door Ricardo met een schampschot verwond en in "Okkerdomme" (1985-1986) kan hij slechts met moeite de robot Okkerdomme verslaan. Ook wordt hij in tegenstelling tot bijvoorbeeld Jerom zelden ingezet als deus ex machina om alle grote problemen op te lossen. Dit is een bewuste keuze van Marc Sleen zelf.
De grootte van de rol van Jan Spier wisselt per strip. In sommige verhalen komt hij nauwelijks voor en in andere is hij juist een van de belangrijkste figuren.

### Uiterlijk
Jan Spier draagt altijd een poloshirt met een grote "S" er op. Daaronder heeft hij een zwarte broek. Spier heeft verder een kleine neus en blond krullend haar. In "Allemaal Beestjes" (1981) werd hij in een paard veranderd.

### Jans vrouw
Jan Spier huwde in De Man met het Gouden Hoofd (1949) met Minoetje, een Eskimovrouw met donkerblond haar. Ze duikt daarna nog een keer op in het album De Bronnen van Sing Song Li (1951), maar in de volgende albums is zij niet meer te zien. In strook 47 van "De Blauwe Blommebloem" (1973) blijkt Jan Spier zelfs 3 eigen huizen en 4 kinderen te hebben. Deze kinderen krijgen we echter nooit te zien. In "Het Geheim van Jan Spier" (1977) blijkt hij ineens een andere vrouw te hebben, Isabelle. Zij was eerder de partner van Jef Pedal. Jef Pedal huwde in het Het B-Gevaar (1948) met Isabelle, maar hij verdween sinds Operatie Koekoek (1958) uit de reeks. Isabelle heeft blond haar en valt in de reeks altijd op door haar felkleurige kleren. Na Het Geheim Van Jan Spier wisselen ze elkaar af: in De Grote Loebas (1980) en De Gouden Patatten  (1984) heet ze Minoetje, maar in De Orde Van De Wellustige Wezel (1984) en Het Jaar Van Ricardo (1987) wordt ze Isabelle genoemd. Ze behoudt wel steeds Isabelles uiterlijk.
Lange tijd blijft Jan Spier met Isabelle gehuwd, maar begin jaren 90 wordt hij steeds regelmatiger in het gezelschap van andere knappe vrouwen gesignaleerd, dikwijls twee tegelijk.

### Jan Spiers frietkraam
Jan Spiers frietkraam is blauw en er hangt een bord boven op de kraam waarop "Jan Spier Frieten" staat. Op de balie staat een grote pot met augurken. Meestal geeft hij Nero gratis friet. In "Het Geheim van Jan Spier" (1977) blijkt dat zijn frietkraam volledig in goud is gemaakt, als symbool voor "jarenlange noeste arbeid". De kraam staat op een plein dat grenst aan de "Fraterstraat". Deze straat ligt in Merelbeke, nabij Gent. Mogelijk bedoelde Sleen een plein daar in de buurt. In het album "De Gouden Patatten" (1983) wordt duidelijk dat Spier meerdere frietkramen (een tiental stuks) geopend heeft. In de eerste stroken van "De Bende van Lamu" (1987) trekt Jan Spier naar Nederland omdat hij er betere zaken hoopt te kunnen doen, maar keert aan het einde van het album terug vanwege heimwee.
Aan zijn frietkot verzamelen zich meestal diverse bekende persoonlijkheden, zoals
- Willy De Clercq ("De Batavieren" (1982) strook 89),
- Koning Boudewijn ("Het Jaar van Ricardo" (1986), strook 33),
- Pietje De Leugenaar en Jo Lemaire ("Baraka" (1986), strook 22)
- Jean-Luc Dehaene (in stroken 6 en 9 van "Wonderboy" (1993), stroken 6 en 9, "De Muurloper" (1995), stroken 61-62, en samen met Johan Vande Lanotte in "Operatie Ratsjenko" (1997), strook 138)
- Albert II van België ("De Blauwe Woestijn" (1997), strook 3)
- Louis Michel ("De Orde Van De Lange Tenen") (2000), strook 44),

## Referentie en voetnoot
1. ↑  Jan Spier op internationalhero.co.uk. Gearchiveerd op 17 mei 2022.
2. ↑  bijvoorbeeld in Het Geheim van Jan Spier (1977) en De Gouden Patatten (1983)